# フクダ&Co.
フクダ&Co.（フクダ アンド コー）は、日本の芸能事務所。日本芸能マネージメント事業者協会会員。
主に俳優・声優のマネジメントを行っている。代表取締役は福田洋平。

## 所属俳優
2025年4月時点。

### 男性
- 菅生隆之
- 佐々木勝彦（業務提携） - 映像関係はバイ・ザ・ウェイ
- 立川三貴
- 青山勝
- 久保貫太郎
- 塩崎智弘
- 津嘉山寿穂

### 女性
- 山像かおり - 脚本家・秋之桜子としても所属
- 佐古真弓
- 久保田民絵
- 花村さやか
- 永宝千晶
- 松浦裕美子
- 青耶木まゆ
- 酒井ほのか
- 片渕真子
- 兒林美沙紀
- 水野ゆふ
- みけ
- 田村真央
- 外石咲
- 那須有
- 柳井景伊